# Matriz de confusão
No campo do Aprendizado de Máquina uma matriz de confusão é uma tabela que permite a visualização do desempenho de um algoritmo de classificação  .
|                                                                                    | | Verdade | |                                                                                               |                                                                                     |                                                                                     |
|                                                                                    | População total                                                                                                   | Condição positiva | Condição negativa                                                                                            | Prevalência = ⁠Σ Condição positiva/Σ População total⁠                                           | Acurácia (ACC) = ⁠Σ Verdadeiro positivo + Σ Verdadeiro negativo/Σ População total⁠    | Acurácia (ACC) = ⁠Σ Verdadeiro positivo + Σ Verdadeiro negativo/Σ População total⁠    |
| Predito                                                                            | Condição positiva prevista                                                                                        | Verdadeiro positivo | Falso positivo, Erro do tipo I                                                                               | Valor preditivo positivo (PPV), Precisão = ⁠Σ Verdadeiro Positivo/Σ Condição positiva prevista⁠ | Taxa de falsa descoberta (FDR) = ⁠Σ Falso positivo/Σ Condição positiva prevista⁠      | Taxa de falsa descoberta (FDR) = ⁠Σ Falso positivo/Σ Condição positiva prevista⁠      |
| Predito                                                                            | Condição negativa prevista                                                                                        | Falso negativo, Erro do tipo II | Verdadeiro negativo                                                                                          | Taxa de Falsa Omissão (FOR) = ⁠Σ Falso negativo/Σ Condição negativa prevista⁠                   | Valor preditivo negativo (NPV) = ⁠Σ Verdadeiro negativo/Σ Condição negativa prevista⁠ | Valor preditivo negativo (NPV) = ⁠Σ Verdadeiro negativo/Σ Condição negativa prevista⁠ |
|                                                                                    | | Taxa de Verdadeiro Positivo (TPR), Revocação, Sensibilidade, probabilidade de detecção, Potência = ⁠Σ Verdadeiro positivo/Σ Condição positiva⁠ | Taxa de Falso Positivo (FPR), Fall-out, probabilidade de alarme falso = ⁠Σ Falso positivo/Σ Condição negativa⁠ | Teste da razão de verossimilhança positiva (LR+) = ⁠TPR/FPR⁠                                    | Razão de possibilidades de diagnóstico (DOR) = ⁠LR+/LR−⁠                              | F1 score = 2 · ⁠Precisão · Revocação/Precisão + Revocação⁠                            |
| Taxa de Falso Negativo (FNR), Taxa de perda = ⁠Σ Falso negativo/Σ Condição positiva⁠ | Especificidade (SPC), Seletividade, Taxa de Verdadeiro Negativo (TNR) = ⁠Σ Verdadeiro negativo/Σ Condição negativa⁠ | Teste da razão de verossimilhança negativa (LR−) = ⁠FNR/TNR⁠                                                                                   | |                                                                                               | Razão de possibilidades de diagnóstico (DOR) = ⁠LR+/LR−⁠                              | F1 score = 2 · ⁠Precisão · Revocação/Precisão + Revocação⁠                            |

Essa tabela de contingência 2x2 especial é também chamada de matriz de erro. Cada linha da matriz representa instâncias de uma classe prevista enquanto cada coluna representa instâncias da classe real (ou vice versa). O nome vem do fato que é fácil ver se o sistema está confundindo as duas classes (chamando uma classe como a outra).
É um tipo especial de tabela de contingência, com duas dimensões ("real" e "prevista"), e conjuntos de "classes" idênticos em ambas as dimensões (cada combinação das dimensões e classe é uma variável na tabela de contingência).

## Exemplo
Dada uma amostra de 13 fotos, 8 de gatos e 5 de cachorros, onde os gatos pertencem à classe 1 e os cães pertencem à classe 0,
Dados reais = [1,1,1,1,1,1,1,1,0,0,0,0,0],
Suponha que um classificador que distingue entre cachorros e gatos seja treinado. Das 13 fotos examinadas, o classificador faz 8 previsões precisas e erra 5, sendo que 3 gatos são erroneamente previstos como cachorros (primeiras 3 previsões) e 2 cachorros são erroneamente previstos como gatos (últimas 2 previsões).
predição = [0,0,0,1,1,1,1,1,0,0,0,1,1]
Com esses dois conjuntos rotulados (reais e previsões), podemos criar uma matriz de confusão que resumirá os resultados do teste do classificador:
| \| \| \| Classificação real \| Classificação real \| \| Gato \| Cachorro \| \| \| \| ---------------------- \| -------- \| ------------------ \| ------------------ \| \| Classificação prevista \| Gato \| 5 \| 2 \| \| Classificação prevista \| Cachorro \| 3 \| 3 \| |          |                    |   |
| |          | Classificação real |   |
| Gato | Cachorro |                    |   |
| Classificação prevista | Gato     | 5                  | 2 |
| Classificação prevista | Cachorro | 3                  | 3 |

Nessa matriz de confusão, das 8 fotos de gatos, o sistema avaliou que 3 eram cachorros e, das 5 fotos de cachorros, previu que 2 eram gatos. Todas as previsões corretas estão localizadas na diagonal da tabela (destacada em negrito), portanto, é fácil inspecionar visualmente a tabela em busca de erros de previsão, pois eles serão representados por valores fora da diagonal. Em termos abstratos, a matriz de confusão é a seguinte:
| \| \| \| Classificação real \| Classificação real \| \| P \| N \| \| \| \| ---------------------- \| - \| ------------------ \| ------------------ \| \| Classificação prevista \| P \| VP \| FP \| \| Classificação prevista \| N \| FN \| VN \| |   |                    |    |
| |   | Classificação real |    |
| P | N |                    |    |
| Classificação prevista | P | VP                 | FP |
| Classificação prevista | N | FN                 | VN |

Onde: P = Positivo; N = Negativo; VP = Verdadeiro Positivo; FP = Falso Positivo; VN = Verdadeiro Negativo; FN = Falso Negativo.

## Matriz de Confusão
Em análise preditiva, a matriz de confusão (às vezes também chamada de  'matriz de erro' ou 'tabela de confusão' ) é uma tabela com duas linhas e duas colunas que relata o número de  falsos positivos ,  falsos negativos ,  verdadeiros positivos  e  verdadeiros negativos . Isso permite uma análise mais detalhada do que a mera proporção de classificações corretas (precisão). A precisão produzirá resultados enganosos se o conjunto de dados estiver desequilibrado; isto é, quando o número de observações em diferentes classes variam muito. Por exemplo, se houver 95 gatos e apenas 5 cachorros nos dados, um determinado classificador pode classificar todas as observações como gatos. A precisão geral seria de 95%, mas com mais detalhes o classificador teria uma taxa de reconhecimento de 100% para a classe de gatos, mas uma taxa de reconhecimento de 0% para a classe de cães. O F1 Score (ou f-measure) é ainda mais confiável em tais casos, e aqui renderia mais de 97,4%, enquanto remove o viés e produz 0 como a probabilidade de uma decisão informada para qualquer forma de suposição (aqui sempre supondo gato).
Supondo a matriz de confusão acima, a tabela correspondente para a classe gato seria:
|                        |          | Classificação Real      | Classificação Real     | Classificação Real |
| Gato                   | Não-Gato |                         |                        |                    |
| ---------------------- | -------- | ----------------------- | ---------------------- | ------------------ |
| Classificação Prevista | Gato     | 5 Verdadeiros Positivos | 2 Falsos Positivos     |                    |
| Classificação Prevista | Não-Gato | 3 Falsos Negativos      | 3 Verdadeiro Negativos |                    |

A tabela final contém os valores médios de todas as classes combinadas.
1. ↑  Duda, Richard O.; Stork, David G. (2001). Pattern classification 2nd ed ed. New York: Wiley. OCLC 41347061
2. ↑  Stehman, Stephen V. (outubro de 1997). «Selecting and interpreting measures of thematic classification accuracy». Remote Sensing of Environment (em inglês) (1): 77–89. doi:10.1016/S0034-4257(97)00083-7. Consultado em 11 de setembro de 2020
3. ↑  Davis, Jesse; Goadrich, Mark (2006). «The relationship between Precision-Recall and ROC curves». New York, New York, USA: ACM Press. ISBN 1-59593-383-2. doi:10.1145/1143844.1143874. Consultado em 11 de setembro de 2020